# Enver Puška
Enver Puška je bosanskohercegovački pisac i scenarist. Rođen je 1966. u Sarajevu. 
Objavio je dva romana: "Mejtaš" i "Živa ograda". Francuska izdavačka kuća "L'Harmattan" objavio je "Mejtaš" 2003. Koscenarist je filma  "Go West", scenarist  "Duhovi Sarajeva", scenarist, redatelj te producent filma Ritam života koji je doživio premijeru u listopadu 2007. Film je nagrađen na festivalu BH filma u New Yorku i na Kimmera film festivalu u Italiji (najbolji muški glumac i najbolji film). 
- 2014 scenarist, režiser, producent filma " Devet položaja samoće "
- 2018 scenarist, režiser, producent dokumentarno-igranog filma "Mon papa"

Autor je mnogobrojnih serija i dokumentarnih filmova, poput "Krv nije voda", "Nema vise zeko rek'o", "Mahalasi" i dr.   
Od 2019 poceo stvarati svoj novi serijal nastao "na osnovu istinitih razocarenja" Profugo.